# Stazione di Kami-Shirataki
La stazione di Kami-Shirataki (in giapponese: 上白滝駅, trasl. Kami-Shirataki-eki, lett. "Shirataki alta") è stata una stazione ferroviaria sulla linea principale Sekihoku vicina alla cittadina di Engaru, nella prefettura di Hokkaidō, in Giappone. La stazione era gestita dalla Hokkaido Railway Company (JR Hokkaido). Aperta nell'ottobre 1932
, è stata chiusa a partire dell'adozione del nuovo orario il 26 marzo 2016.

## Storia
La stazione fu aperta il 1º ottobre 1932. Con la privatizzazione delle Ferrovie Nazionali Giapponesi (JNR) il 1º aprile 1987, la stazione passò sotto il controllo della JR Hokkaido.
Nel luglio 2015 la JR Hokkaido annunciò la chiusura della stazione insieme ad altre tre stazioni sulla linea (Kyū-Shirataki, Shimo-Shirataki e Kanehana) nel marzo 2016, a casa dello basso numero di passeggeri.
Nel gennaio 2016, la pagina Facebook della televisione di Stato cinese CCTV riportò la notizia che la stazione sarebbe rimasta aperta solo per consentire ad un'unica studentessa di raggiungere la propria scuola superiore e che la stazione medesima sarebbe stata chiusa nel momento in cui la ragazza si fosse diplomata. Tuttavia, si è poi scoperto che la stazione in questione era in realtà quella di Kyū-Shirataki, due fermate più avanti, e che non vi era alcun collegamento tra la data di chiusura della stazione e il diploma della ragazza.

## Movimento

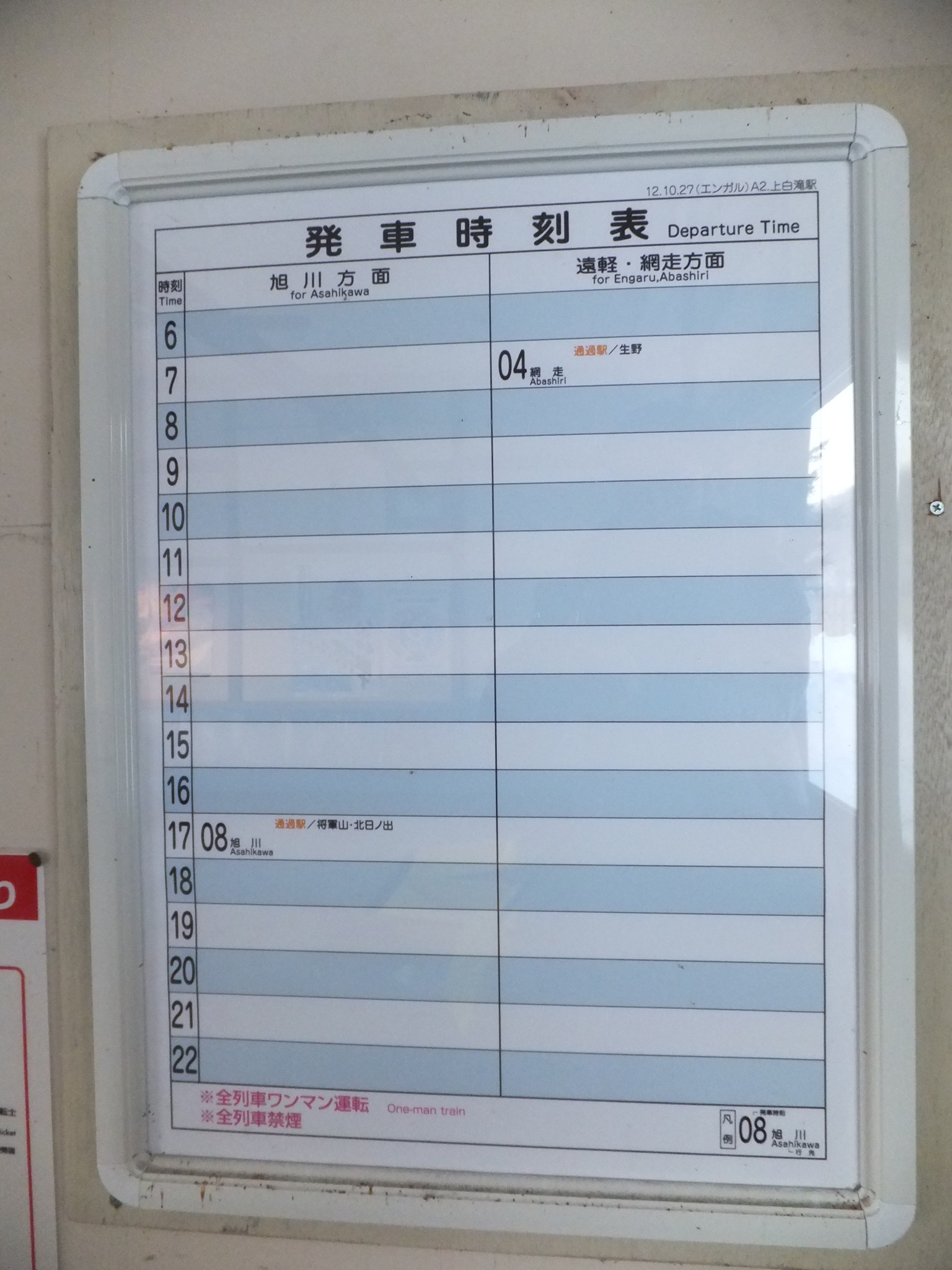
L'orario pubblicato nella stazione nel dicembre 2012, che mostra la fermata di soli due treni al giorno

La stazione di Kami-Shirataki è servita dalla linea principale Sekihoku a binario unico e dista 78,9 km dal punto iniziale della linea alla stazione di Shin-Asahikawa. La stazione è numerata come "A44".
Nel dicembre 2012 la stazione era servita da un solo treno giornaliero per ogni direzione.

## Struttura
La stazione dispone di un solo marciapiede a cui si accede all'unico binario della linea. La stazione non è sorvegliata, ma esiste una struttura adibita a stazione, munita di bagni per i passeggeri.

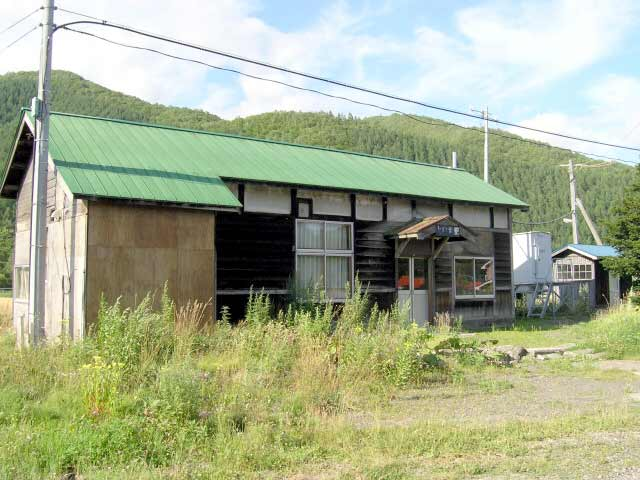
La stazione nel 2004
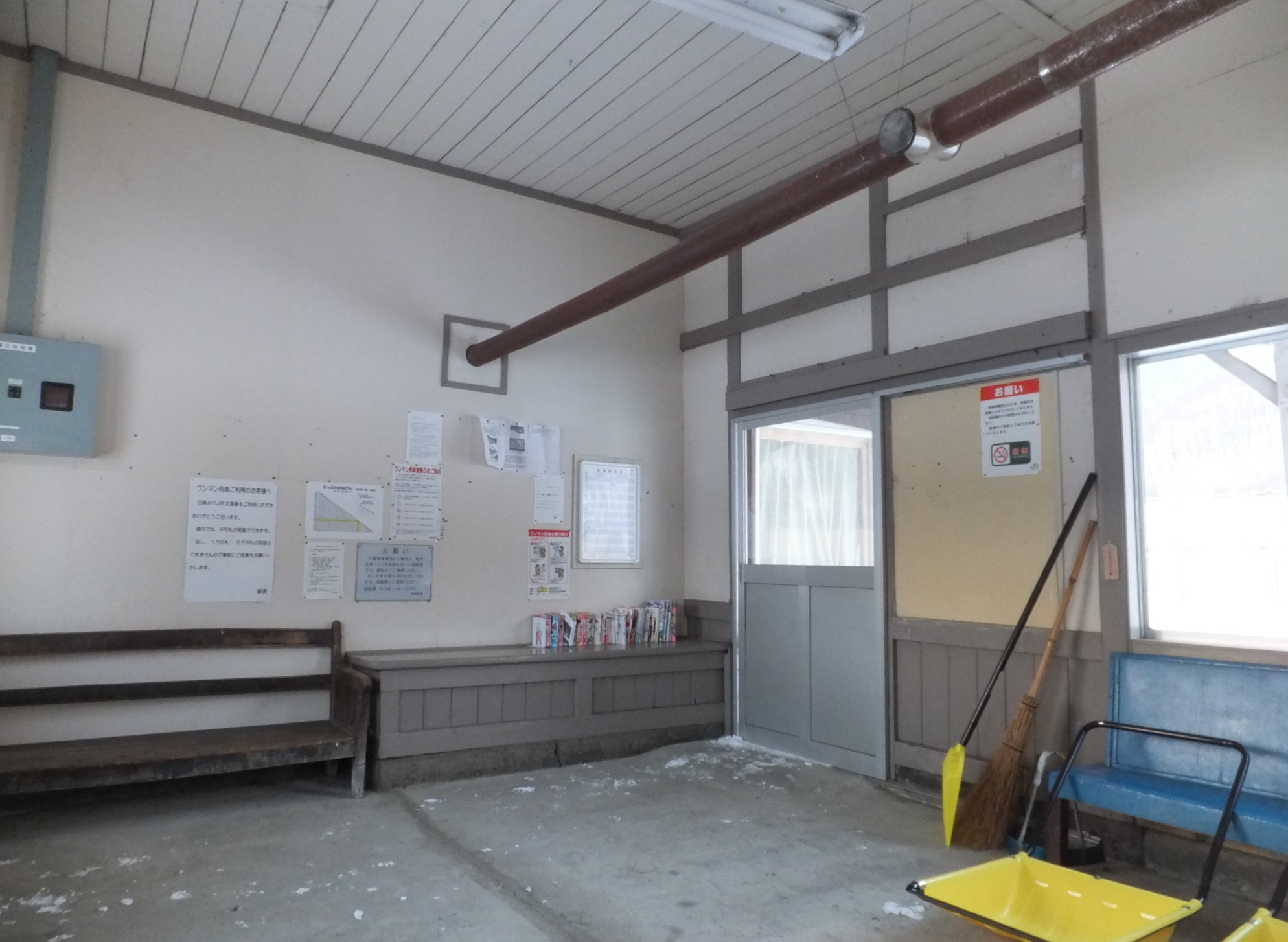
La sala d'attesa della stazione nel dicembre 2012
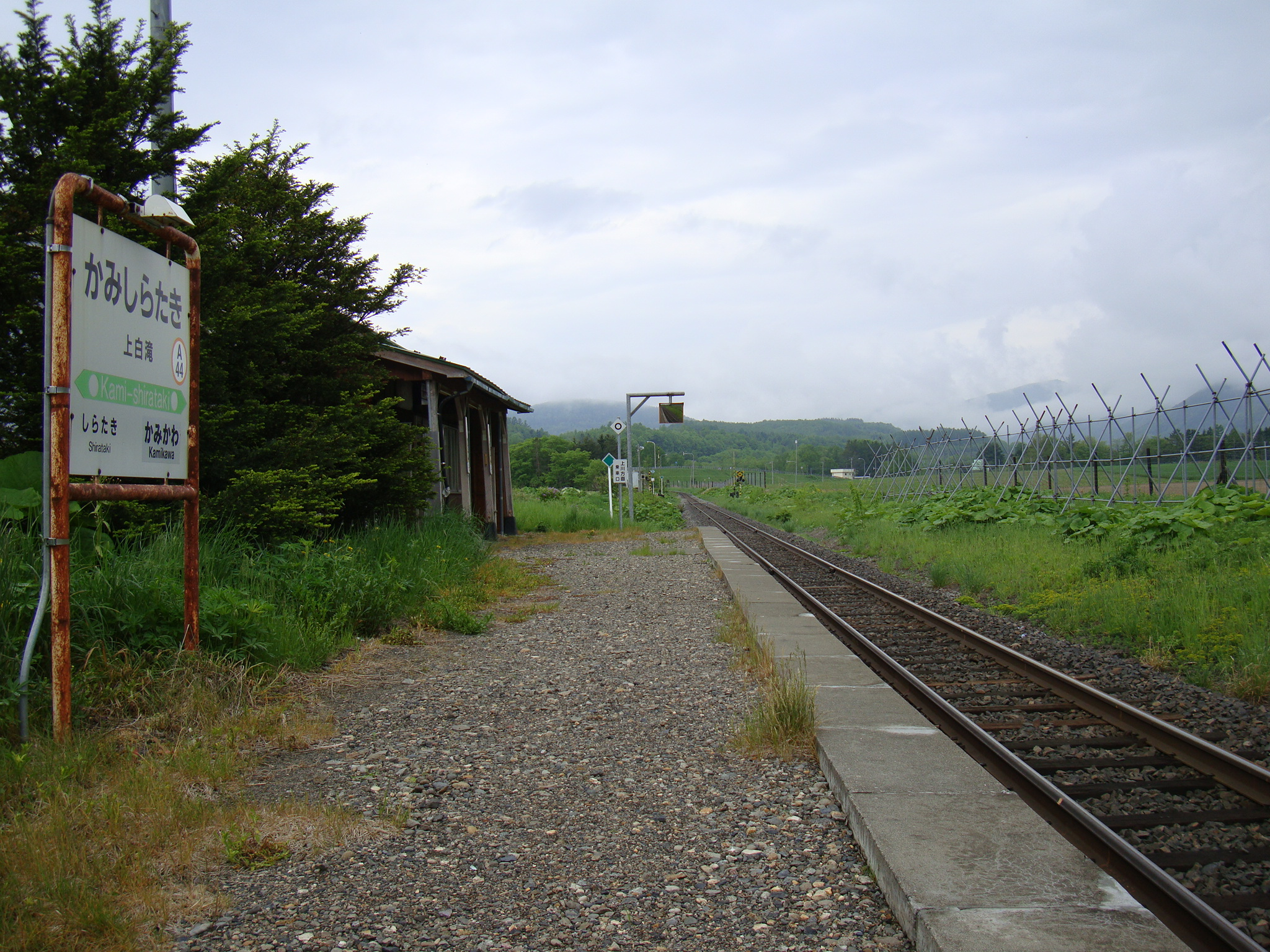
Il marciapiede della stazione nel giugno 2009